# Matériel roulant des CGB
Le matériel roulant de la Compagnie des chemins de fer de grande banlieue (CGB) comprenait des locomotives à vapeur, des voitures à voyageurs, des fourgons à bagages et des wagons plats. Tout ce matériel était au gabarit de 2 mètres.

## Automotrices thermiques
| Illustration       | Modèle ou type                        | Description                                                                                   | Nombre      | Numéros | En service | Hors service | Remarques |
| ------------------ | ------------------------------------- | --------------------------------------------------------------------------------------------- | ----------- | ------- | ---------- | ------------ | --------- |
|                    | Énergie (système Pieper)              |                                                                                               | 3           | AB1-AB3 | 1911       |              |           |
|                    | Nivelles (système Drake-Westinghouse) | À bogies, livrées par Nivelles en 1911 (système Drake-Westinghouse), transmission électrique. | 3           | AB11-13 | 1911       |              |           |
|                    | Schneider                             | Deux essieux.                                                                                 | 1           | AB100   | 1923       |              |           |
|                    | Renault Scemia RS4 (prototype)        | Deux essieux.                                                                                 | 1           | AB150   | 1924       |              |           |
| Renault Scemia RS4 | Deux essieux.                         | 9                                                                                             | AB151-AB159 | 1926    |            |              |           |

## Fourgons à bagages
- no D 201 à 211,
- no D 251 à 253.

## Locomotives à vapeur
| Illustration | Modèle ou type        | Nombre | Numéros | En service   | Hors service | Remarques |
| ------------ | --------------------- | ------ | ------- | ------------ | ------------ | --------- |
|              | Pinguely 1′C t (130T) | 16     | 1-16    | 1909         |              |           |
|              | Énergie D t (040T)    | 4      | 51-54   | 1913 et 1923 |              |           |
|              | Schneider C t (030T)  | 8      | 101-108 | 1926         |              |           |

## Voitures
- no AB 1 à 12, à bogies, 1re et 2e classe,
- no AB 51 à 53, à bogies, 1re et 2e classe,
- no B 1 à 8, à essieux, 2e classe,
- no B 141 à 147, à essieux, 2e classe,
- no BD 1 et 2, à essieux, 2e classe et fourgon.

## Wagons de marchandises
Wagons couverts
- no J 301 à 330,
- no J 351 à 359.

Wagons tombereaux
- no S 401 à 440,
- no S 451 à 456.

Wagons plats
- no M 501 à 540,
- no M 551 à 557.

Wagons aux normes grand réseau
Ces wagons, qui possédaient le double tamponnement et l'attelage grand réseau, étaient admis à circuler sur le réseau national.
Wagons couverts
- no JK  1001 à 1020,

Wagons tombereaux
- no S  2011 à 2025,

Wagons plats
- no M  3001 à 3016,

Wagons spéciaux
Ces wagons couverts sont commandés par la STCRP pour le transport de produits maraîchers vers les halles de Paris. Ils sont équipés d'une guérite de frein et de divers protections autour du châssis.
- no K 1 à 20.

## Galerie de photographies

Galerie de photographies
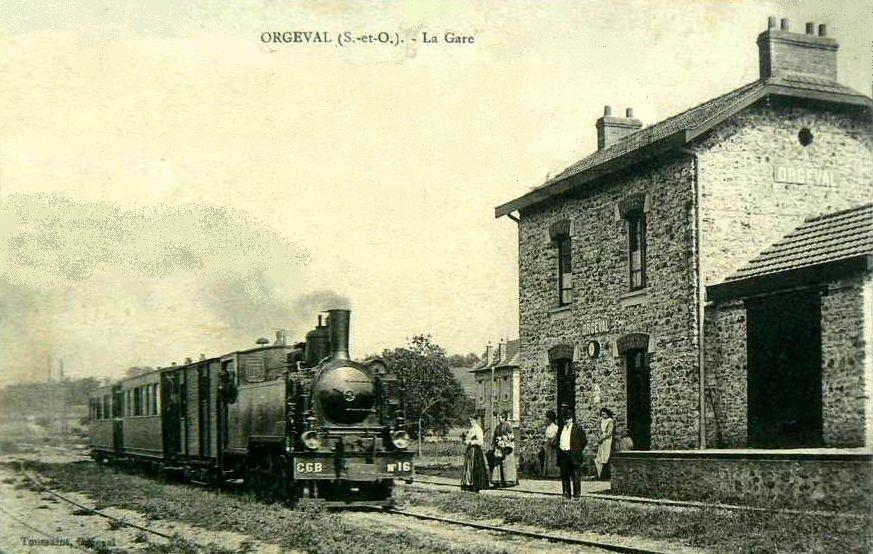
La gare d'Orgeval (Yvelines).
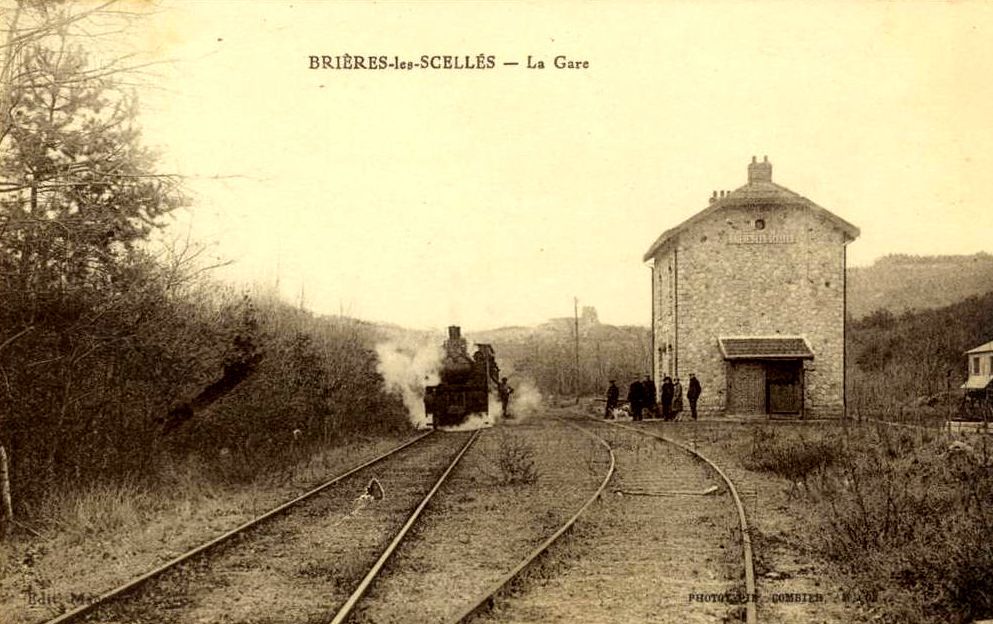
Gare de Brières-les-Scellés (Essonne).
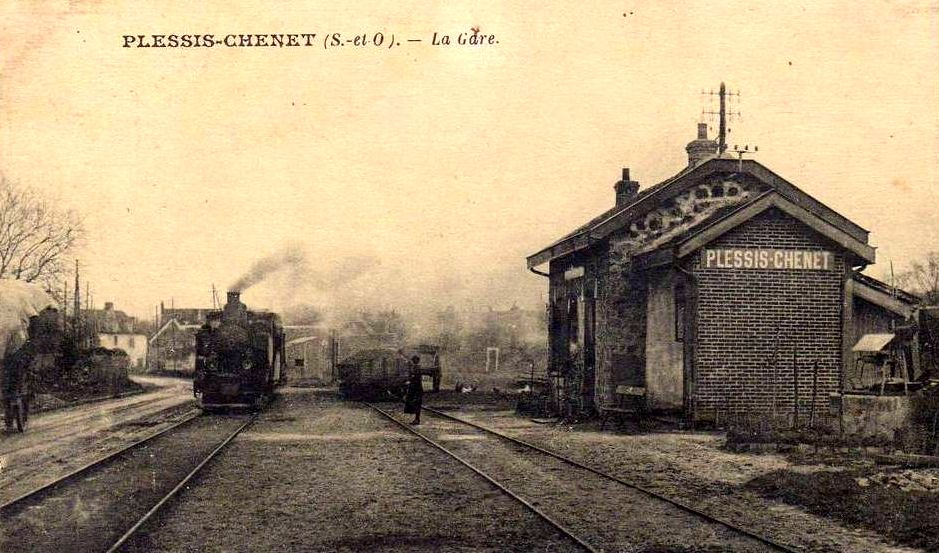
Gare du Plessis-Chenet (Essonne).
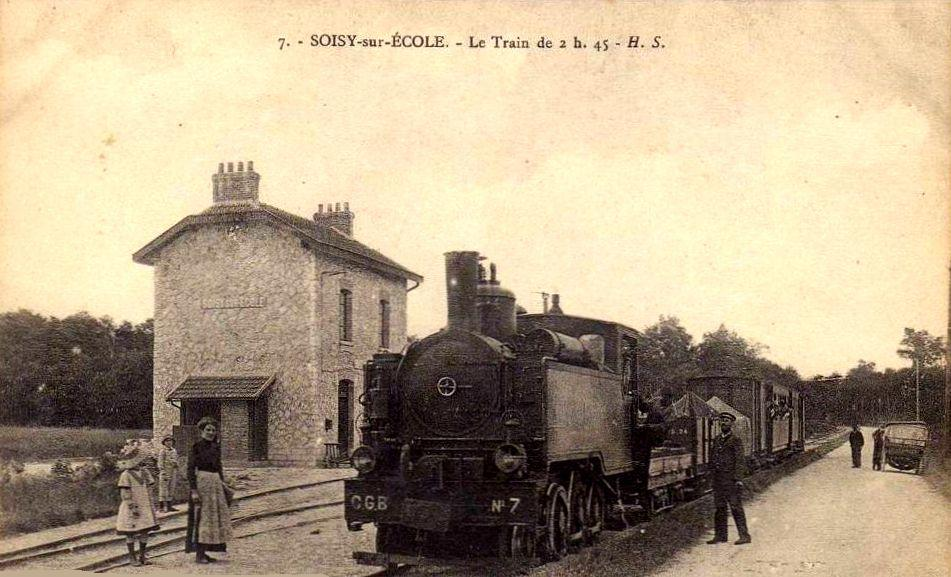
Gare de Soisy-sur-École (Essonne).
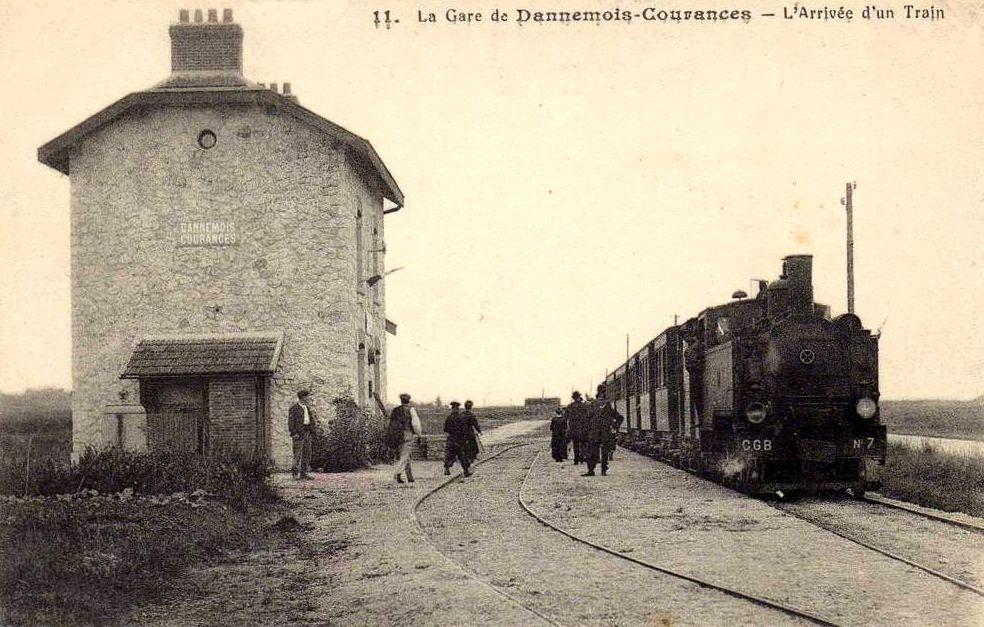
La gare de Dannemois - Courances (Essonne).
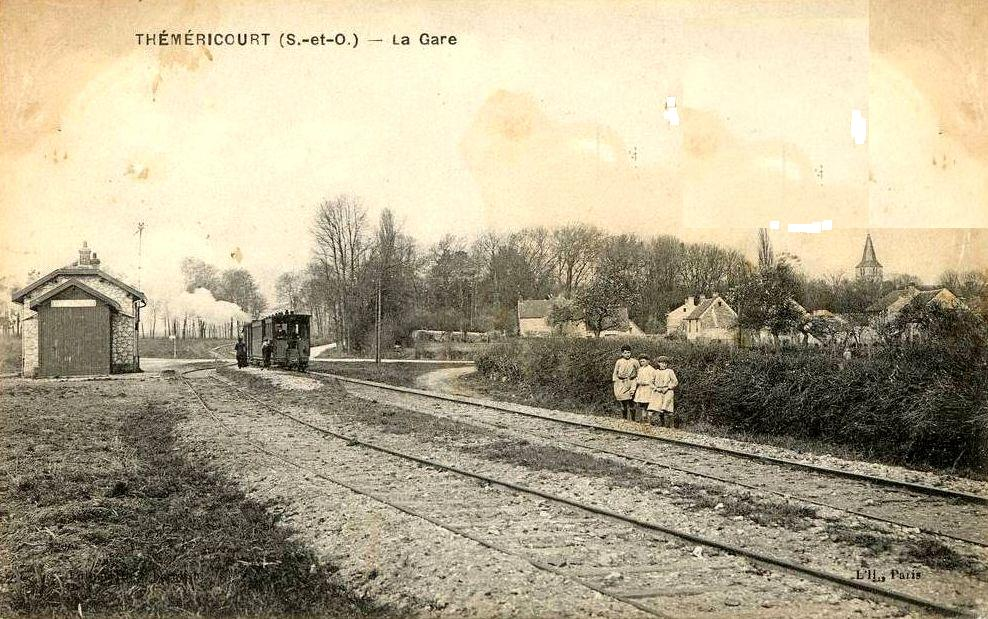
Gare de Théméricourt (Val-d'Oise).
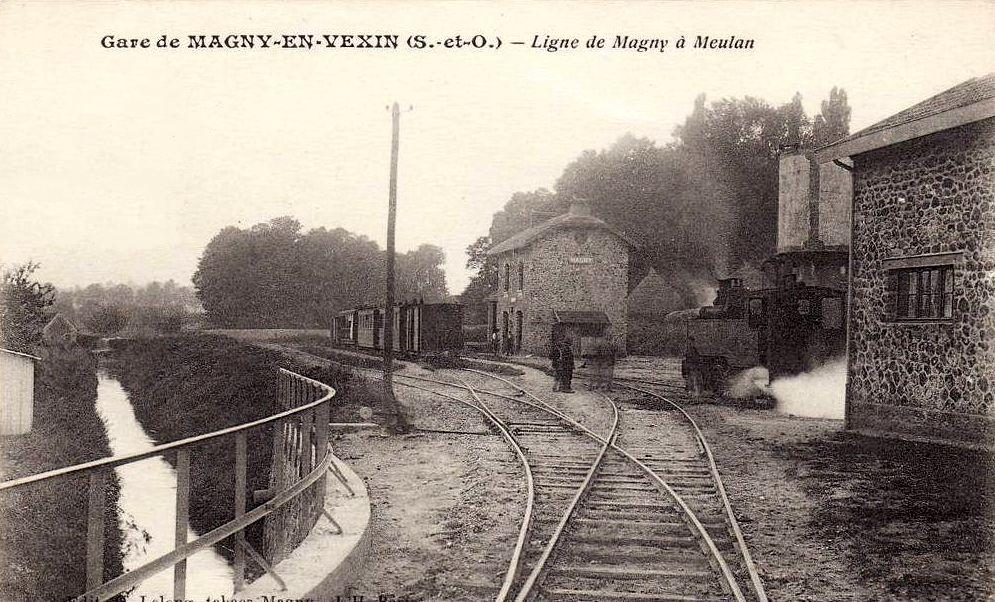
Gare de Magny-en-Vexin (Val-d'Oise).
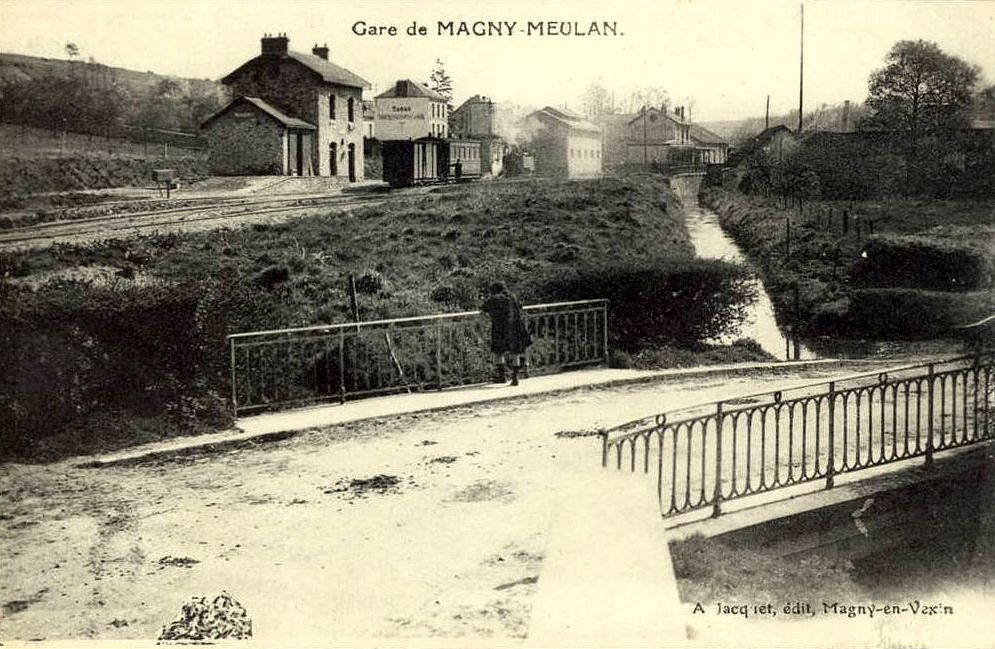
Gare de Magny-en-Vexin (Val-d'Oise).